# مارات قراييف
مارات قراييف هو لاعب كرة قدم روسي في مركز الوسط، ولد في 20 مايو 1990 في ديميتروفغراد في روسيا. لعب مع FC KAMAZ Naberezhnye Chelny ‏.

## وصلات خارجية
- مارات قراييف على موقع قاعدة بيانات كرة القدم.إي يو (الإنجليزية)
- مارات قراييف على موقع Soccerway.com (الإنجليزية)